# وداعا ماركو
وداعا ماركو(باليابانية: 母をたずねて三千里، بالروماجي: Haha o Tazunete Sanzenri) هو مسلسل أنمي ياباني من إنتاج شركة نيبون أنيميشن، ومن إخراج إيزاو تاكاهاتا، قصة الأنمي ومستوحات من من رواية قلب للكاتب الإيطالي إدموندو دي اميجي. عرض الأنمي في 4 يناير عام 1976 واستمر عرضه حتى 26 ديسمبر عام 1976، وتكون 52 حلقة. دُبلج المسلسل إلى العربية من قبل استوديوهات شمرا السورية وأدت الفنانة ملك مرقدة دور ماركو الصغير وشارك في الدبلجة كل من نسيمة ضاهر وموفق الأحمد ووفيق الزعيم وجمال نصار وهشام كفارنة وأمية ملص ومحمد خير عليوي وسعيد عبد السلام وغيرهم.

## القصة
تبدأ القصة بسفر والدة ماركو للحصول على المال لمساعدة أفراد الأسرة وترك ماركو وحيدًا في مدينة جنوا الإيطالية، ولكن ماركو لا يستطيع التأقلم وحيدًا فيحاول السفر وتبدأ مغامراته لكي يصل إلى أمه في الأرجنتين وينضم إلى فرقة بيبي الاستعراضية.

## الشخصيات
- ماركو روسي: الصبي الصغير وبطل القصة الذي تركته أمه وحيدًا، لا يرضى بالتذبذب الحادث في حياته ويشق رحلته الطويلة.
- آنا روسي: والدة ماركو التي ذهبت إلى الأرجنتين حتى تحصل على المال لمساعدة أفراد العائلة.
- بييترو روسي: والد ماركو، طبيب لديه عيادة مجانية للفقراء، حاول منع ماركو من إتمام رحلته.
- طونيو روسي: الأخ الأكبر لماركو، ماهر في العزف على الإيتار.

## حلقات المسلسل
| رقم الحلقة        | تاريخ العرض الأول | الاسم بالعربية                           | الاسم بالإنجليزية                        | الاسم باليابانية           |
| الأولى            | 1976-01-04        | لا تذهبي، يا أمي                         | Don't Go, Mother                         | いかないでおかあさん       |
| الثانية           | 1976-01-11        | ماركو، فتى من جنوا                       | Marco, Genovese Boy                      | ジェノバの少年マルコ       |
| الثالثة           | 1976-01-18        | يوم الأحد في ميناء المدينة               | Sunday in the Port Town                  | 日曜日の港町               |
| الرابعة           | 1976-01-25        | أكرهك، يا أبي                            | I Hate You, Dad                          | おとうさんなんか大きらい   |
| الخامسة           | 1976-02-01        | الرفيق إيميليو                           | Buddy Emilio                             | なかよしエミリオ           |
| السادسة           | 1976-02-08        | يوم الدفع لماركو                         | Marco's Payday                           | マルコの月給日             |
| السابعة           | 1976-02-15        | محيط صغير على السطح                      | Small Ocean on the Roof                  | 屋根の上の小さな海         |
| الثامنة           | 1976-02-22        | فرقة بيبينو الاستعراضية                  | Merry Peppino's Band                     | ゆかいなペッピーノ一座     |
| التاسعة           | 1976-02-29        | آسف، يا أبي                              | Sorry, Dad                               | ごめんなさいおとうさん     |
| العاشرة           | 1976-03-07        | الأم في بيوينس آيرس                      | Mother's Buenos Aires                    | かあさんのブエノスアイレス |
| الحادية عشر       | 1976-03-14        | خطاب الأم                                | Mother's Letter                          | おかあさんの手紙           |
| الثانية عشر       | 1976-03-21        | يوم طيران منطاد الهواء الثقيل            | Day of the Flight of the Hot-Air Balloon | ひこう船のとぶ日           |
| الثالثة عشر       | 1976-03-28        | إلى اللقاء، فيولينا                      | Goodbye, Fiolina                         | さよならフィオリーナ       |
| الرابعة عشر       | 1976-04-04        | قرار ماركو                               | Marco's Decision                         | マルコの決意               |
| الخامسة عشر       | 1976-04-11        | أبحِر، فولجوري                            | Sail on, Folgore                         | すすめフォルゴーレ号       |
| السادسة عشر       | 1976-04-18        | طبّاخ صغير                                | A Little Cook                            | ちいさなコック長           |
| السابعة عشر       | 1976-04-25        | متعة نبتون                               | Neptune's Revel                          | 赤道まつり                 |
| الثامنة عشر       | 1976-05-02        | سفينة ريو للمهاجرين                      | Rio Immigrant Ship                       | リオの移民船               |
| التاسعة عشر       | 1976-05-09        | نجوم براقة في الجزء الجنوبي              | Shining Stars of the Southern Cross      | かがやく南十字星           |
| العشرون           | 1976-05-16        | ليلة العاصفة الكبيرة                     | Night of the Big Storm                   | おおあらしの夜             |
| الحادية والعشرون  | 1976-05-23        | لا بلاتا على النهر الفضي                 | The La Plata is the River of Silver      | ラプラタ川は銀の川         |
| الثانية والعشرون  | 1976-05-30        | البلدة التي تقطن فيها الأم               | Town Where Mother is                     | かあさんのいる街           |
| الثالثة والعشرون  | 1976-06-06        | أم أخرى                                  | Another Mother                           | もうひとりのおかあさん     |
| الرابعة والعشرون  | 1976-06-13        | فيولينا تنتظر                            | Fiolina Waiting                          | 待っててくれたフィオリーナ |
| الخامسة والعشرون  | 1976-06-20        | نجم فرقة بيبينو الاستعراضية يلمع         | Peppino's Band is a Hit                  | ペッピーノ一座大あたり     |
| السادسة والعشرون  | 1976-06-27        | نحو المنخفضات                            | To the Pampa                             | 草原へ                     |
| السابعة والعشرون  | 1976-07-04        | دموع فيولينا                             | Fiolina's Tears                          | フィオリーナの涙           |
| الثامنة والعشرون  | 1976-07-11        | باربوسا رانك                             | Barbossa Ranc                            | バルボーサ大牧場           |
| التاسعة والعشرون  | 1976-07-18        | الثلج يتساقط                             | Snow Falls                               | 雪がふる                   |
| الثلاثون          | 1976-07-25        | جوتشو كارلوس العجوز                      | Old Gaucho Carlos                        | 老ガウチョ カルロス        |
| الواحدة والثلاثون | 1976-08-01        | ليلة طويلة                               | A Long Night                             | ながい夜                   |
| الثانية والثلاثون | 1976-08-08        | لقد قلنا وداعًا                           | We Said Goodbye                          | さようならといえたら       |
| الثالثة والثلاثون | 1976-08-15        | لا أم                                    | No Mother                                | かあさんがいない           |
| الرابعة والثلاثون | 1976-08-22        | أحتاج للعودة إلى جنوا                    | I Need To Go Back To Genova              | ジェノバに帰りたい         |
| الخامسة والثلاثون | 1976-08-29        | الكتابة العزيزة للأم                     | Mother's Dear Writing                    | おかあさんのなつかしい文字 |
| السادسة والثلاثون | 1976-09-05        | وداعًا، باهيا بلانشا                      | Farewell, Bahia Blanca                   | さようならバイアブランカ   |
| السابعة والثلاثون | 1976-09-12        | رحلة بلا نهاية                           | Endless Journey                          | はてしない旅へ             |
| الثامنة والثلاثون | 1976-09-19        | الأمر صعب أيضًا بالنسبة للأم              | It's Also Hard For Mother                | かあさんだってつらいのに   |
| التاسعة والثلاثون | 1976-09-26        | راحة جميلة في روزاريو                    | Rosy Daybreak In Rosario                 | ばら色のよあけロサリオ     |
| الأربعون          | 1976-10-03        | نجم إيطالي لامع                          | A Shining Italian Star                   | かがやくイタリアの星一つ   |
| الواحدة والأربعون | 1976-10-10        | لو أني أستطيع العودة إلى الوطن مع أمي... | If I Could Go Home With Mother...        | かあさんと帰れたら...      |
| الثانية والأربعون | 1976-10-17        | الصديق الجديد بابلو                      | New Friend Pablo                         | 新しい友だちパブロ         |
| الثالثة والأربعون | 1976-10-24        | في مكان ما في هذه البلدة                 | Somewhere In This Town                   | この街のどこかに           |
| الرابعة والأربعون | 1976-10-31        | أريد إنقاذ فيوانا                        | I Want To Save Fuana                     | フアナをたすけたい         |
| الخامسة والأربعون | 1976-11-07        | بعيدًا نحو الشمال                         | Far To The North                         | はるかな北へ               |
| السادسة والأربعون | 1976-11-14        | رحلة على عربة بقر                        | Trip By Cow-Drawn Carriage               | 牛車の旅                   |
| السابعة والأربعون | 1976-11-21        | الأم تمشي في هذا الجبل                   | Mother Is At The Foot Of That Mountain   | あの山の麓にかあさんが     |
| الثامنة والأربعون | 1976-11-28        | لا تمت، يا حماري الصغير                  | Don't Die, My Burro                      | ロバよ死なないで           |
| التاسعة والأربعون | 1976-12-05        | نداء الأم                                | Mother`s Calling                         | かあさんが呼んでいる       |
| الخمسون           | 1976-12-12        | اركض، يا ماركو!                          | Run, Marco!                              | 走れマルコ!                |
| الواحدة والخمسون  | 1976-12-19        | أخيرًا إلى الأم                           | Finally To Mother                        | とうとうかあさんに         |
| الثانية والخمسون  | 1976-12-26        | العودة إلى جنوا مع الأم                  | Back To Genova With Mother               | かあさんとジェノバへ       |
| ----------------- | ----------------- | ---------------------------------------- | ---------------------------------------- | -------------------------- |

## وصلات خارجية
- وداعا ماركو على موقع IMDb (الإنجليزية)
- وداعا ماركو على موقع فيلمافينيتي (الإسبانية)
- وداعا ماركو على موقع ليتربوكسد (الإنجليزية)
- وداعا ماركو على موقع كينوبويسك (الروسية)
- وداعا ماركو على موقع قاعدة بيانات الفيلم (الإنجليزية)
- وداعا ماركو على موقع ANN anime (الإنجليزية)

 (بالإنجليزية)